# نوش أباد
نوش أباد (بالفارسية: نوش‌آباد) هي مدينة تقع في إيران في البلدة المركزية. يقدر عدد سكانها بـ 10,476 نسمة .